# 프리 솔로
《프리 솔로》(Free Solo)는 캐나다에서 제작된 지미 친 감독의 2018년 다큐멘터리 영화이다. 알렉스 호놀드 등이 주연으로 출연하였다.
이 영화는 2018년 8월 31일 텔루라이드 영화제에서 초연되었으며 2018 토론토 국제영화제에서도 상영되었고 여기서 People's Choice Award: Documentaries를 수상했다. 2018년 9월 28일 미국에서 개봉되었으며 대체적으로 긍정적인 평가를 받았다. 이 영화는 제91회 아카데미상에서 아카데미 장편 다큐멘터리 영화상을 수상하였다.

## 출연
- 알렉스 호놀드